# Piattaforma di ghiaccio Quar
La piattaforma di ghiaccio Quar (71°20′S 11°00′W) è una piattaforma glaciale situata tra capo Norvegia e la cresta Sorasen, davanti alla costa della Terra della regina Maud, in Antartide. 

## Storia
La piattaforma fu avvistata e mappata per la prima volta durante la spedizione antartica Norvegese Britannico Svedese (NBSAE) (1949-1952), la prima spedizione scientifica internazionale mai arrivata in Antartide, che la battezzò in onore di Leslie Quar, un elettricista e radio operatore inglese che affogò quando il cingolato da trasporto M29 Weasel su cui viaggiava cadde in mare dal bordo della piattaforma il 24 febbraio 1951.
La NBSAE ha stabilito la stazione Maudheim circa 2 km a sud di porto Norsel (conosciuto anche come Norselbukta or Bukhta Nurse), un porto naturale situato sulla piattaforma glaciale Quar.